# Cutomu Sonobe
Cutomu Sonobe (* 29. březen 1958) je bývalý japonský fotbalista.

## Klubová kariéra
Hrával za Fujita Industries.

## Reprezentační kariéra
Cutomu Sonobe odehrál za japonský národní tým v letech 1978–1981 celkem 7 reprezentačních utkání.

## Statistiky
| Japonsko | Japonsko | Japonsko |
| Roky     | Záp.     | Góly     |
| -------- | -------- | -------- |
| 1978     | 4        | 0        |
| 1979     | 0        | 0        |
| 1980     | 0        | 0        |
| 1981     | 3        | 0        |
| Celkem   | 7        | 0        |